# Дуња Јеличић
Дуња Јеличић (Београд, 11. новембар 2003) је српска певачица и представница Србије на Дечјој песми Евровизије 2016. године, на којем је освојила 17. место.

## Биографија
Дуња Јеличић је рођена 11. новембра 2003. године у Београду. Иде у музички школу где учи свирање на клавиру. Веома добро познаје енглески језик. Омиљени музички жанрови су јој поп, рок и . Њене омиљене певачице су Бијонсе и Аријана Гранде. Са шест година постала је члан дечјег хора „Чаролија” са којим је учествовала на многим концертима као солиста.

### Такмичења
Учествовала је на такмичењу „Први српски таленат”. Широј јавности је постала позната по учешћу у музичком такмичењу Пинкове звездице у првој сезони 2014/2015, на којем је стигла до друге полуфиналне емисије и освојила 13. место. Учествовала је на музичком такмичењу „Чаролија”. На такмичењу „Златна сирена” које се одржава сваке године, освојила је прва места у више жанрова и категорија.
Учествује у припреми мјузикла о животу Николе Тесле - „Тесла: Тајна Електропије” у коме ће играти једну од водећих улога.

## Дечја песма Евровизије
Дуња је у октобру 2016. интерним избором изабрана да представља Србију на Дечјој песми Евровизије 2016. са песмом „У ла-ла-ла”. Такмичење је одржано 20. новембра 2016. у Валети, главном граду Малте. Кореографију за наступ осмислила је кореограф Милица Церовић. Дуња се на сцени кретала на ховерборду. Наступала је 12. по реду, а освојила је последње, 17. место, са 14 поена што је уједно и најлошији пласман Србије остварен на овом такмичењу.

## Синглови
| Назив песме | Текст                               | Композитор     | Датум изласка |
| ----------- | ----------------------------------- | -------------- | ------------- |
| У ла-ла-ла  | Леонтина Вукомановић и Дуња Јеличић | Владимир Граић | октобар 2016. |